# 풍란
풍란(風蘭)은 난초과의 늘푸른 여러해살이풀이다. 꼬리난초라고도 부른다. 대한민국 멸종위기 야생생물 Ⅰ급으로 지정되어 있다.

## 분포와 품종
한국 남해의 섬 및 중국, 일본, 타이완에서 바위나 나무에 붙어 자라며, 내륙 지역에서는 약하다. 홍도와 흑산도에서 자생하던 풍란은 무분별한 채취 때문에 거의 사라졌으나, 꽃색, 꽃의 크기, 잎의 변형과 무늬종, 향기 등이 다른 120여 품종이 원예용으로 개발되어 있다. 잎의 종류에 따라 나도풍란(대엽풍란)과 소엽풍란의 두 종류로 구분되며, 현재 한국에서는 완도에서 자생하는 붉은사철란 등 5종이 자생하고 있다.

## 효능 및 기원
풍란은 자생지에서 다른 식물이나 바위에 부착하여 자란다. 집에서 키울 때 나무, 돌, 도자기, 숯 등에 뿌리를 부착시켜 기른다. 이 중에서 숯은 식물의 뿌리를 잘 부착되게 하면서 실내의 냄새를 제거하는 역할도 한다. 꽃의 향기도 매우 좋아 실내의 냄새를 제거하는 데 효과가 있다.

## 생태와 특징
길이는 3~8cm 정도, 폭은 6~8cm 정도로 자란다. 중심축 역할을 하는 가지가 잘 발달해 있고 가지가 옆에서 나오는 평범한

### 잎
넓은 줄꼴의 단단한 잎이 짧은 마디에서 2줄로 빽빽하게 마주 안으며 난다. 잎은 길이 5~10cm, 너비 6~8mm이며, 단면이 V 모양으로 접혀 있다. 윗부분은 뒤로 활처럼 젖혀지고, 밑에 환절이 있다.

### 꽃
7월에 잎겨드랑이에서 3~10cm 정도 되는 꽃대가 나와 달콤한 향기가 있는 흰색 꽃이 핀다. 지름 1.5cm 정도 되는 꽃 3~5개가 송이꽃차례로 달리는데, 오래 지나면 노랗게 변한다. 꽃턱잎은 바소꼴이며 길이 4~7mm이다. 꽃받침조각과 꽃잎은 줄 모양 바소꼴이며, 길이가 1cm 정도 되고 끝이 둔하다. 꽃잎은 3개는 위를 향하고, 측편의 2개는 아래를 향한다. 입술모양꽃부리는 7~8cm 정도 되는 혀 모양으로, 울퉁불퉁하고 3개로 얕게 갈라진다. 옆갈래조각은 작고 원형이며, 가운데 갈래조각은 길이 3~4mm 정도 되는 달걀모양으로 끝이 둔하다. 꿀주머니는 줄모양이며 길이 4cm 정도로 길게 뒤에서 굽어 아래를 향한다.

### 열매
열매는 길이 3cm 정도이고 길이 3~4mm 정도의 대가 있다.

### 줄기와 뿌리
짧고 두꺼운 줄기가 몇 개가 모여서 함께 자란다. 밑부분에서 끈 같은 뿌리가 돋는데, 흰색으로 광택이 약간 나며, 국숫발 같은 뿌리가 나와 바위나 나무 등에 착생한다.

## 재배

### 환경
자연광의 30~60%가 차단된 반그늘을 좋아하므로, 직사광선이 쬐지 않는 곳에 재배하는 것이 좋다. 10 °C 이하나 30 °C 이상에서는 휴면을 취하게 되는데, 여름 휴면은 되도록 짧게 시켜주는 것이 생육에 좋다. 20~25 °C에서 성장하고 겨울철에는 5~8 °C에서 휴면을 취하는 온대식물이므로, 겨울철에는 20 °C 이상 높은 온도를 유지하면 도장되거나 분얼되지 않고 꽃눈 분화가 이루어지지 않는다. 물은 보통으로 주고, 환기를 잘 시켜야 한다. 겨울철 풍란의 잎이 쪼글쪼글한 것은 겨울을 나기 위해 필요 없는 수분을 방출한 것이기 때문에, 병이 걸렸거나 건조하다 여겨 물을 더 주거나 습도를 높여서는 안 된다. 여름철 습도는 80~90%, 겨울철에는 50% 정도가 알맞다.

### 비료와 병충해
비료를 거의 필요로 하지 않지만, 인공적으로 재배할 때에는 생장이 왕성한 시기인 4~6월, 9~10월에는 어느 정도 거름을 주어야 잘 자란다. 병충해에 저항력이 강하고 무병 장생하는 식물로 알려져 있으나, 요즈음 환경의 변화로 인하여 여러 가지 병해가 발생하고 있으며, 대량 재배지가 해충의 서식처가 되기도 한다. 주요 병해로는 탄저병, 갈색점무늿병, 무름병, 뿌리썩음병 등이 있고 충해로는 달팽이, 깍지벌레, 응애가 있다.

### 번식과 분갈이
씨에서 싹을 틔우거나 3~4월에 2~3촉 정도씩 포기나누기를 해 번식시킬 수 있다. 고목의 뿌리나 감나무·은행나무 등의 굵은 줄기를 짧게 잘라서 껍질 부분에 풍란의 뿌리를 붙이고 끈으로 감은 다음 수시로 물을 주면 뿌리가 나무에 붙으면서 자란다. 이식성은 보통이다. 분갈이 시기로는 3~4월과 9~10월이 적당한데, 뿌리를 다치지 않게 조심해야 하며, 특히 생장점 부분은 연약하므로 주의해야 한다. 작은 토분이나 공기구멍이 있는 장식분에 심어 감상하거나, 헤고 판이나 수석 등에 착생시켜 감상하여도 좋은 식물이다.